# Automolis haematosphages
Automolis haematosphages là một loài bướm đêm thuộc phân họ Arctiinae, họ Erebidae.